# Apodemia stellidia
Apodemia stellidia är en fjärilsart som beskrevs av William Schaus 1902. Apodemia stellidia ingår i släktet Apodemia och familjen Riodinidae. Inga underarter finns listade i Catalogue of Life.